# Glen Wilton (Virginia)
Glen Wilton es un lugar designado por el censo ubicado en el condado de Botetourt en el estado estadounidense de Virginia. En el Censo de 2020 tenía una población de 129 habitantes y una densidad poblacional de 114,16 habitantes por km². Se encuentra a orillas del río James.

## Geografía
Glen Wilton se encuentra ubicado en las coordenadas 38°01′30″N 78°21′20″O / 38.02500, -78.35556. Según la Oficina del Censo de los Estados Unidos,  tiene una superficie total de 1,13 km², de la cual 1,11 km² corresponden a tierra firme y 0,02 km² a agua.